# Eupatorina
Eupatorina, rod glavočika iz podtribusa Hebecliniinae, dio tribusa Critoniinae. Jedina vrsta je E. sophiifolia sa Hispaniole

## Opis
Eupatorina uključuje jednu zeljastu vrstu s Hispaniole. Ističe se svojim duboko dvoperastim lišćem poput paprati, u kombinaciji s relativno reduciranim habitusom, čekinjastim papusom i vjenčićima s žilama koje se ne protežu u režnjeve.

## Sinonimi
- Eupatorium sophiifolium L.; Sp. PI.
- Eupatorium sophioides DC.; Prodr. [A. DC.] 5: 170 (1836)
- Eupatorium trichospiroides Alain; Moscosoa 8: 16 (1994)
- Mikania sophiifolia (L.) Spreng.; Syst. Veg. Fl. Peruv. Chil. 3: 423 (1826)